# Norbert Wenning
Norbert Wenning (* 17. Dezember 1957 in Horstmar) ist ein deutscher Pädagoge.

## Leben
Er studierte Sozialwissenschaften, Geographie, Erziehungswissenschaft und Biologie an der Universität Münster, Erstes Staatsexamen für die Sekundarstufen I und II. 1985/1986 absolvierte er das Referendariat am Studienseminar Recklinghausen. Von 1990 bis 1997 war er wissenschaftlicher Mitarbeiter an der FernUniversität Hagen. Nach der Promotion 1993 in Münster war er von 1997 bis 2001 Hochschuldozent in Hagen. Nach der Habilitation 1997 an der FernUniversität Hagen (Venia legendi: Erziehungswissenschaft) lehrte er im Wintersemester 2001/2002 als Gastprofessor an der Universität Klagenfurt. 2003 wurde ihm der Titel „apl. Prof.“ durch den Fachbereich Kultur- und Sozialwissenschaften der FernUniversität Hagen verliehen. Seit dem Sommersemester 2007 lehrt er als Universitätsprofessor für Interkulturelle Bildung an der Universität Koblenz-Landau, Campus Landau. Mit der Fusion des Campus Landau und der Technischen Universität Kaiserslautern zur Rheinland-Pfälzischen Technische Universität Kaiserslautern-Landau (RPTU) war Wenning von 2023 bis 2024 Vizepräsident für Lehre.
Seine Arbeitsschwerpunkte sind sprachliche und ethnische Minderheiten im Bildungswesen, historische Entwicklung des Umgangs mit sprachlich-kulturellen Minderheiten im Bildungswesen, Migration als Faktor gesellschaftlicher Entwicklung und als Grundlage Interkultureller Bildung, Heterogenität als Rahmenbedingung institutionalisierter Bildung und Erziehung und interkulturelle Kompetenz und Professionalisierung.

## Schriften (Auswahl)
- Migration in Deutschland. Ein Überblick. Münster 1996, ISBN 3-89325-406-4.
- Die nationale Schule. Öffentliche Erziehung im Nationalstaat. Münster 1996, ISBN 3-89325-398-X.
- Vereinheitlichung und Differenzierung. Zu den „wirklichen“ gesellschaftlichen Funktionen des Bildungswesens im Umgang mit Gleichheit und Verschiedenheit. Opladen 1999, ISBN 3-8100-2282-9.
- Schulpolitik für andere Ethnien in Europa. Zwischen Autonomie und Unterdrückung. Münster 2003, ISBN 3-8309-1122-X.